# Bandeira do Turquemenistão
A bandeira do Turquemenistão foi adotada em 19 de fevereiro de 1992. É frequentemente descrita como a bandeira nacional mais detalhada do mundo.

## Simbolismo
A cor verde e a lua crescente do islã representam a fé do povo turcomeno e a esperança de um mundo melhor. Já as estrelas simbolizam as cinco regiões do país.

## História
Antes do colapso da União Soviética, em 1991, o Turquemenistão tinha uma bandeira semelhante a todas as outras Repúblicas Soviéticas.
Após a independência em 1991, em 19 de fevereiro de 1992, o Turquemenistão adotou uma bandeira muito semelhante ao projeto atual. No entanto, os desenhos à esquerda eram diferentes. Em 1997, um ramo de oliveira foi adicionado para simbolizar a natureza amante da paz do povo turcomeno. O posicionamento da crescente e das estrelas também foi alterado, com o crescente posicionado aproximadamente para sua posição atual, mas com as estrelas em uma posição muito mais desigual. Em 2001, a bandeira mudou de 1:2 para 2:3 e o campo verde ficou mais leve.
- (1925-1991)
- (1991-1997)
- (1997-2001)
- (2001-presente)

## Curiosidade
A bandeira do Turquemenistão é uma das únicas bandeiras do mundo que apresentam uma peça de tapeçaria em seu design, assim como a bandeira da Bielorrússia.